# Борсуківська сільська територіальна громада
Борсуківська сільська громада — територіальна громада в Україні, у Кременецькому районі Тернопільської области. Адміністративний центр — село Борсуки.
Площа громади — 152,8 км², населення — 6409 осіб (2020).
Утворена 13 вересня 2016 року шляхом об'єднання Борсуківської, Борщівської, Великокусковецької та Передмірської сільських рад Лановецького району.
19 липня 2020 року, в результаті адміністративно-територіальної реформи та ліквідації  Лановецького району, громада увійшла до складу новоутвореного Кременецького району.

## Населені пункти
У складі громади 11 сіл:
- Борсуки
- Борщівка
- Великі Кусківці
- Мала Снігурівка
- Маневе
- Нападівка
- Передмірка
- Піщатинці
- Синівці
- Снігурівка
- Чайчинці

## Природно-заповідний фонд
За даними реєстру природно-заповідного фонду   Борсуківської територіальної  громади станом на 01 03.2022 року знаходяться:
1 заказник місцевого значення загальною площею 136,26 га:
- «Кіптиха» - ботанічний заказник місцевого значення.

5 пам’яток природи місцевого значення площею 8,12 га:
- «Передмірське джерело» - гідрологічна пам’ятка природи місцевого значення;

- «Бучина в урочищі «Братерщина» - ботанічна пам’ятка природи місцевого значення;

- «Модриново-кленове насадження в урочищі «Братерщина»  - ботанічна пам’ятка природи місцевого значення;

- «Чайчинецька бучина» - ботанічна пам’ятка природи місцевого значення;

- «Степова ділянка «Могила» - ботанічна пам’ятка природи місцевого значення.[4][5]